# Enis Günay
Enis Günay inszenierte zusammen mit dem türkischen Filmemacher und bildenden Künstler Rasim Konyar den deutschen Kinofilm Vatanyolu – Die Heimreise (1988) nach einem gemeinsam verfassten Drehbuch. 
Die Komödie lief auf renommierten internationalen Filmfestivals.
Zuvor hatte der Filmautor bereits Reisedokumentationen für das deutsche Fernsehen gemacht, so Istanbul - Topkapi Serail (1986) für den Hessischen Rundfunk. Sein 45-minütiger Film über den türkischen Teil Zyperns Zypern - Der Norden erschien 1991 innerhalb der DuMont-Reihe Reisewege zur Kunst als Videokassette. Er machte auch einen 45-minütigen Dokumentarfilm über die Tanzenden Derwische (Das Kreisen der Welten) für den HR-Hessischen Rundfunk.